# 25778 Csere
25778 Csere este un asteroid din centura principală de asteroizi.

## Descriere
25778 Csere este un asteroid din centura principală de asteroizi. A fost descoperit pe 4 februarie 2000 la Observatorul din Ondřejov de Peter Kušnirák. Asteroidul prezintă o orbită caracterizată de o semiaxă mare de 3,23 ua, o excentricitate de 0,14 și o înclinație de 1,6° în raport cu ecliptica.